# Miltochrista indistincta
Miltochrista indistincta là một loài bướm đêm thuộc phân họ Arctiinae, họ Erebidae.